# Metar u sekundi na kvadrat
Metar u sekundi na kvadrat (oznaka: m/s2, m·s-2 ili m s-2) je izvedena SI jedinica za ubrzanje (akceleraciju), definirana kao ubrzanje pri kojem se brzina objekta u 1 sekundi poveća za 1 m/s, zbog čega se ponekad koristi i izraz metar u sekundi u (po) sekundi.
Newton, izvedena SI jedinica za silu je jednaka:
1 N = 1 kg*m·s–2 (kilogram metar u sekundi na kvadrat)

## Poveznice
- SI sustav
- ubrzanje